# Nianaba
Nianaba est un village du département de Toussiana de la province du Houet dans la région des Hauts-Bassins au Burkina Faso.

## Géographie
Nianaba est située au pied de la falaise de Banfora. Elle est localisée à 24 km au nord-est de Banfora et à 3 km au sud-ouest de Toussiana. La commune est traversée par la route nationale 7.

## Économie
L'économie de la commune est en partie liée à sa situation près de la ligne d'Abidjan à Ouagadougou et au passage RN 7 qui permettent des échanges commerciaux avec Banfora et Bobo-Dioulasso.

## Santé et éducation
Le centre de soins le plus proche de Nianaba est le centre de santé et de promotion sociale (CSPS) de Toussiana.